# エドワード・エリオット (1618年生の政治家)
エドワード・エリオット（英語: Edward Eliot、1618年7月9日 – 1710年?）は、イングランド王国の政治家、コーンウォールの地主。イングランド王チャールズ1世に対する野党活動で知られるサー・ジョン・エリオットの次男であり、庶民院議員（在任：1660年、1661年 – 1679年）を務めた。

## 生涯
サー・ジョン・エリオットと妻ラディグンド（Radigund、旧姓ジェディ（Gedy/Gedie）、1628年6月13日埋葬、リチャード・ジェディの娘）の四男（兄のうち2人が早世したため、実質的には次男）として生まれ、1618年7月9日に洗礼を受けた。1629年、ティヴァートンのグラマースクール（ブランデルズ・スクール）で教育を受けた。
イングランド内戦期とイングランド共和国期では1657年から1662年までコーンウォールの治安判事を務めるなどコーンウォールの地方官職に就いた。王政復古直後の1660年仮議会の選挙（1660年4月）ではローンストン選挙区（2人区）から出馬したが、当選証書（indenture）が2通あり、合計で3人の当選が宣告された。庶民院はまず5月5日に証書の有効性に関する裁定を下し、エリオットとトマス・ジェーウェンの当選証書を有効とした後、選挙結果について審議したが、エリオットが票数でジョン・クロベリーに敗れていると認めたため、庶民院は6月29日にジェーウェンとクロベリーの当選を宣告した。エリオットはおそらく王政復古を支持したものの、この2か月に満たない在任期間では議会活動はなかった。
1661年イングランド総選挙でエリオット家の懐中選挙区であるセント・ジャーマンズ選挙区から出馬して当選した。2度目の議員期では1667年11月に選挙および特権委員会（Committee of Elections and Privileges）の委員に任命された記録があったが、議会活動は少なかった。1679年3月イングランド総選挙で出馬せず、議員を退任した。
地方官職への任命記録は1707年を最後に途絶え、遺言状が1710年6月12日に検認されたため、その間に死去したとされ、『英国議会史』では生没年を「1618-?1710」とした。

## 家族
アンナ・フォーテスキュー（Anna Fortescue、フランシス・フォーテスキューの娘）と結婚、5男3女をもうけた。
- ジョン（1694年7月2日までに没[2]）
- フランシス（Francis、1694年7月2日までに没[2]）
- エドワード（1655年ごろ – 1726年2月2日と1733年3月16日の間に没） - 1673年3月7日にオックスフォード大学エクセター・カレッジに入学、1675年にミドル・テンプルに入学[2]。ジョーン・フレンチ（Joan French、1733年3月16日以降没）と結婚[2]
- リチャード（1707年4月28日と8月18日の間に没[2]）
- ウィリアム（1748年6月22日以降没） - 妻パンノリア（Pannoria）との間で子女をもうけた[2]
- キャサリン（1726年2月2日以降没） - 1694年7月23日、ジョージ・トムソン（George Thomson）と結婚、子供あり[2]
- エリザベス[2]
- アン[2]